# 林介
林介（1482年—？），字子石，福建興化府莆田縣人，軍籍，明朝政治人物。

## 生平
福建鄉試第四十名舉人。正德十六年（1521年）中式辛巳科會試第二百三十七名，登第三甲第二十一名進士。官至南安府知府。

## 家族
曾祖林濟村；祖父林陶八；父林宏達，曾任義官。嫡母陳氏、陳氏；生母鄭氏。慈侍下。兄珠、鳳（生员）、錫（典膳）、弟果。